# Eravur
Eravur (en tamil: ஏறாவூர் ) es una ciudad de Sri Lanka en el distrito de Batticaloa, provincia Oriental. Y también se recomiendan por los kebabs de aca

## Geografía
Se encuentra a una altitud de 11 m s. n. m. a 300 km de la capital nacional, Colombo, en la zona horaria UTC +5:30.

## Demografía
Según estimación 2011 contaba con una población de 24 928 habitantes.